# NGC 5891
NGC 5891 ist eine Spiralgalaxie vom Hubble-Typ Sbc im Sternbild Waage auf der Ekliptik. Sie ist schätzungsweise 141 Millionen Lichtjahre von der Milchstraße entfernt und hat einen Durchmesser von etwa 30.000 Lichtjahren. Vom Sonnensystem aus entfernt sich das Objekt mit einer errechneten Radialgeschwindigkeit von näherungsweise 3.200 Kilometern pro Sekunde.
Im selben Himmelsareal befinden sich unter anderem die Galaxien PGC 106012, PGC 126394, PGC 965004, PGC 968554.
Das Objekt wurde am 12. Juni 1885 von Francis Leavenworth entdeckt.